# Aborto en la República Centroafricana
El aborto en la República Centroafricana está prohibido por ley, a menos de que el embarazo sea producto de una violación. De acuerdo con la práctica médica general, el procedimiento médico solo es legal si el aborto salvará la vida de la mujer, aunque no está explícitamente establecido en ninguna ley. Cualquiera que realice un aborto enfrenta hasta 5 años de cárcel y una multa, y los médicos corren el riesgo de sus licencias médicas queden suspendidas durante 5 años.

## Historia
Previo a 2006, la ley en la República Centroafricana prohibía explícitamente el aborto. En 2006, la Asamblea Nacional aprobó el aborto bajo los casos de violación, debido a que las mujeres se enfrentaban regularmente a la violencia sexual, violaciones, y violaciones grupales en el país devastado por la guerra.

### Implicaciones de la salud femenina
Las mujeres con embarazos no deseados del país, no tienen acceso legal a un tratamiento médico. Todavía buscan un cuidado de salud reproductiva, pero los expertos creen que usualmente recurren a condiciones que no son estériles ni médicamente seguras.